# Nadleśnictwo Krościenko
Nadleśnictwo Krościenko – jednostka organizacyjna Lasów Państwowych podległa Regionalnej Dyrekcji Lasów Państwowych w Krakowie. Siedziba Nadleśnictwa znajduje się w Krościenku nad Dunajcem przy ul. Trzech Koron 4.
Nadleśnictwo Krościenko obejmuje południową część województwa małopolskiego i zarządza lasami w następujących gminach:
- w powiecie nowotarskim: Szczawnica, Ochotnica Dolna, Krościenko nad Dunajcem, Czorsztyn i Łapsze Niżne (lasy i grunty Skarbu Państwa) oraz gminy Nowy Targ (lasy niestanowiące własności Skarbu Państwa)
- w powiecie tatrzańskim: Bukowina Tatrzańska (lasy niestanowiące własności Skarbu Państwa).

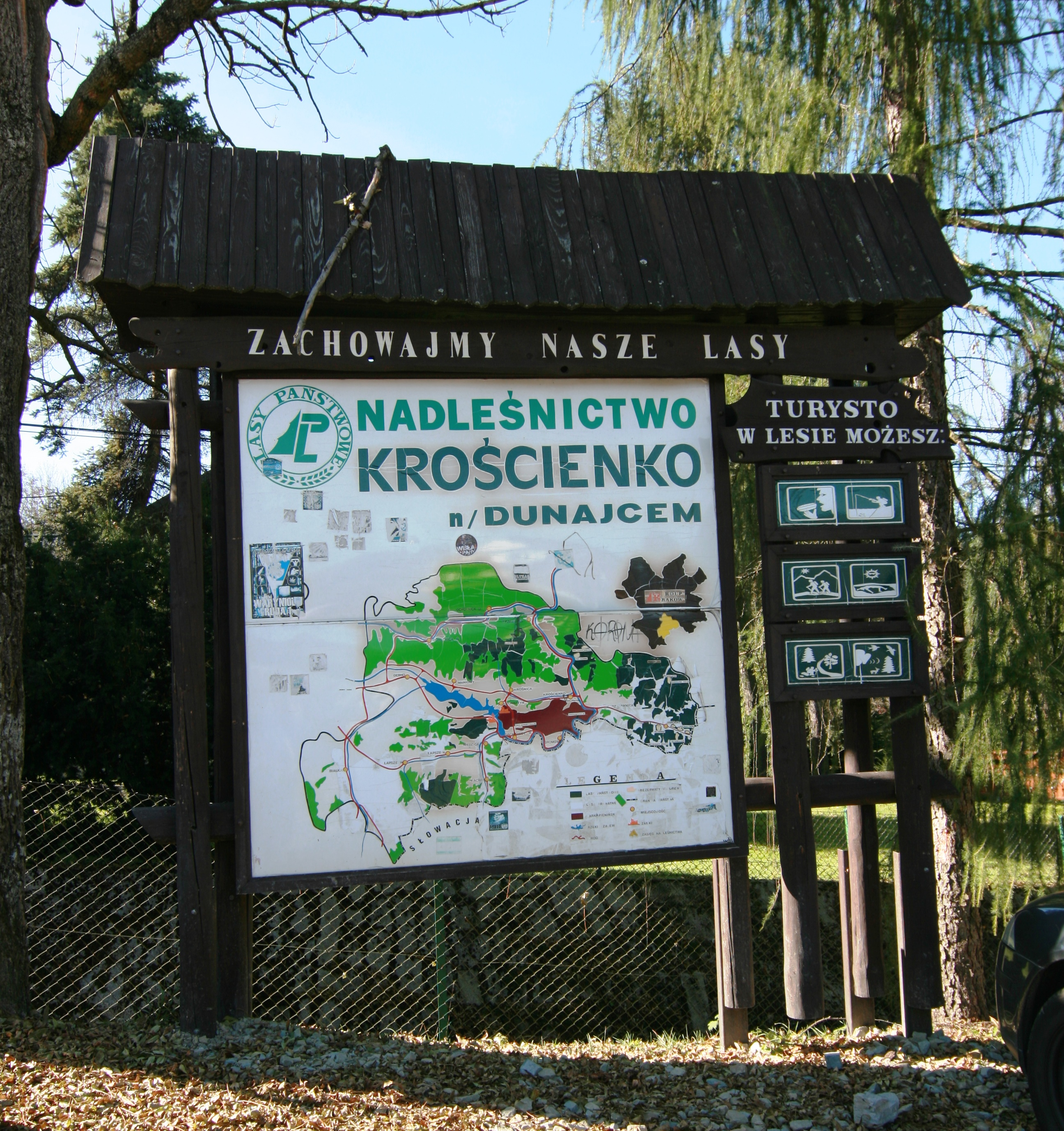
Tablica Nadleśnictwa przed jego siedzibą przy ul. Trzech Koron w Krościenku nad Dunajcem

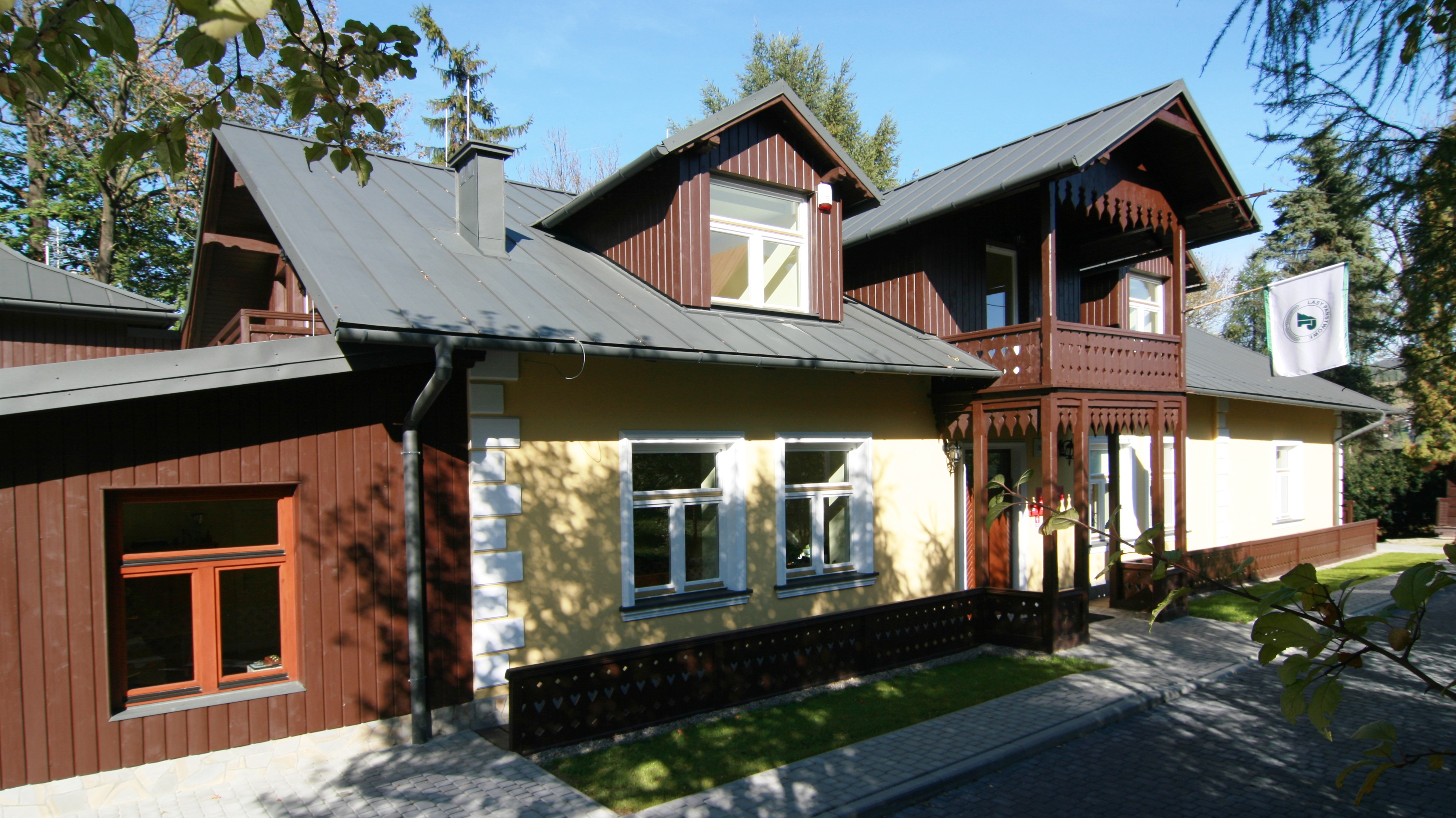
Siedziba Nadleśnictwa przy ul. Trzech Koron 4 w Krościenku nad Dunajcem, dawniej był to dwór rodziny Dziewolskich

Nadleśnictwo tworzy 9 leśnictw (w nawiasach podano powierzchnię w ha):
1. Czarna Woda (800,01)
2. Grywałd (1388,18)
3. Jaworki (818,55)
4. Łapsze (924,21)
5. Małe Pieniny (804,31)
6. Niedzica i Szkółka Falsztyn (520,07)
7. Ochotnica (740,43)
8. Stare (933,96)
9. Szczawnica (1046,54).

Nadleśnictwo Krościenko graniczy z trzema parkami narodowymi:
- Pienińskim Parkiem Narodowym (znajdującym się niemal w centrum Nadleśnictwa)
- Gorczańskim Parkiem Narodowym
- Tatrzańskim Parkiem Narodowym.